# Gianni Infantino

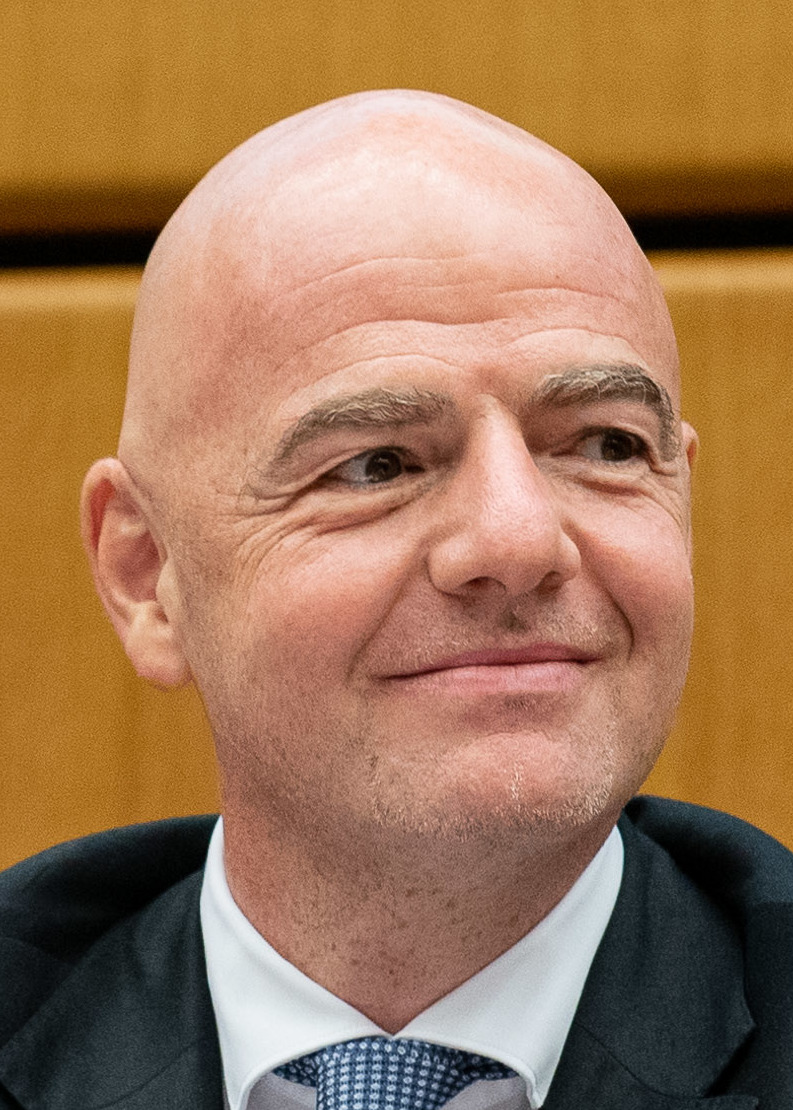
Gianni Infantino (2020)

Giovanni Vincenzo Infantino (* 23. März 1970 in Brig, Wallis) ist ein schweizerisch-italienischer Fussballfunktionär. Er war von 2009 bis 2016 Generalsekretär der Europäischen Fussball-Union (UEFA). Am 26. Februar 2016 wurde Infantino zum Präsidenten des Weltfussballverbandes FIFA gewählt und trat die Nachfolge von Sepp Blatter an.

## Berufsleben
Infantino studierte Rechtswissenschaft und arbeitete anschliessend als Rechtsanwalt. Vor seiner Tätigkeit bei der UEFA als Generalsekretär des Internationalen Zentrums für Sportstudien (CIES) war er an der Universität Neuenburg Berater verschiedener nationaler und internationaler Fussballgremien.
Ab August 2000 bei der UEFA tätig, hatte er diverse Ämter inne, darunter ab Januar 2004 die Leitung der Rechts- und Klublizenzierungsabteilung. Vom 1. Februar bis Mai 2007 war er nach dem Rücktritt des Schweden Lars-Christer Olsson infolge der Wahl Michel Platinis zum Präsidenten der UEFA Interims-Generaldirektor des Verbandes (gefolgt vom Schotten David Taylor) und wurde danach zum stellvertretenden Generalsekretär ernannt. Ab dem 1. Oktober 2009 war er, wiederum als Nachfolger David Taylors, bis zu seiner Wahl zum FIFA-Präsidenten Generalsekretär.

## FIFA-Präsident
Am 26. Oktober 2015 gab Infantino kurz vor Ende der Frist seine Kandidatur zur Wahl des FIFA-Präsidenten als Nachfolger von Sepp Blatter bekannt.
Er sollte zunächst nur als Ersatzkandidat der UEFA bis zur Aufhebung der Sperre seines Präsidenten Michel Platini fungieren und erklärte gleichzeitig zurückzuziehen, sobald Platini zur Wahl zugelassen würde.
Platinis Sperre wurde jedoch auf acht Jahre verlängert, so dass Infantino mit der Unterstützung der UEFA gegen die meisten Kandidaten in der Geschichte einer FIFA-Präsidentenwahl antrat. Bei der Wahl am 26. Februar 2016 in Zürich erreichte er im ersten Wahlgang 88 Stimmen, im zweiten Wahlgang erlangte er mit 115 von 207 Stimmen der Mitgliedsverbände die absolute Mehrheit und wurde damit zum FIFA-Präsidenten gewählt. Sein Hauptgegner in der letzten Wahlrunde war Scheich Salman bin Ibrahim Al Chalifa.
Zu seinen Wahlversprechen gehörte die Aufstockung der WM-Teilnehmer von 32 auf 40 und die Verdoppelung der Entwicklungshilfezahlungen für die Mitgliedsverbände.
Auf demselben Kongress der FIFA wurde ein Reformpaket verabschiedet, das seine eigene Stellung als Präsident stark beschneidet und die Amtszeit auf zwölf Jahre beschränkt.
Stattdessen soll von nun an der von Infantino vorzuschlagende Generalsekretär als CEO das operative Geschäft führen, während der Präsident und das vergrösserte Exekutivkomitee (nunmehr Council) eine Art Aufsichtsrat darstellen. Auch muss bei neu aufzunehmenden Funktionären ein externer Integritätscheck durchgeführt werden, und die Funktionäre sind erstmals zur Offenlegung ihrer Gehälter verpflichtet.
Infantino trat 2019 als einziger Kandidat für die FIFA-Präsidentschaft an und wurde auf dem 69. FIFA-Kongress am 5. Juni des Jahres im Amt bestätigt, ebenso beim 73. FIFA-Kongress am 16. März 2023 in Kigali.

### Kritik
Auf dem FIFA-Kongress im Mai 2016 wurde auf Infantinos Vorschlag beschlossen, dass der Rat bis zum kommenden Jahr alle Mitglieder der Audit- und Compliance-Kommission, der Ethikkommission, der Disziplinarkommission und der neuen Governance-Kommission selbst bestimmen und entlassen kann. Domenico Scala, Leiter des Audit & Compliance Committees der FIFA, trat am gleichen Tag von seinem Amt zurück. Seinen Rücktritt kommentierte er wie folgt:

«Ich bin über diesen Entscheid konsterniert, da damit eine zentrale Säule der Good Governance der FIFA untergraben und eine wesentliche Errungenschaft der Reformen zunichte gemacht wird.»

Im Nachgang zu dieser Versammlung wuchs die Kritik an Infantino. Laut der Frankfurter Allgemeinen Zeitung existieren Protokolle und Aussagen von hochrangigen FIFA-Mitarbeitern, die einen mangelnden Reformwillen des neuen Präsidenten nahelegen. Dies wird jedoch von Infantino vehement bestritten.
Medien berichteten im Februar 2017 über Bestrebungen Infantinos, beim FIFA-Kongress im Mai in Bahrain die beiden Chefs der FIFA-Ethikkommission zu ersetzen und sich von der US-Rechtsanwaltskanzlei Quinn Emanuel zu trennen.
Diese untersucht im Auftrag der amerikanischen Justiz interne Vorgänge bei der FIFA. Strafrechtsexperten haben gewarnt, dass die FIFA durch dieses Vorgehen in den USA aufgrund des Racketeer Influenced and Corrupt Organizations Act unter Mafia-Verdacht gestellt und zu hohen Strafzahlungen verurteilt werden könnte. Parallel hat der Europarat eine eigene Untersuchung der FIFA angekündigt. DFB-Präsident Reinhard Grindel warnte Infantino vor einer Absetzung der FIFA-Ethikkommissare.
Laut FIFA-Rats-Mitgliedern soll Infantino bei der Council-Sitzung im März 2018 in Bogotá ein Milliardenangebot für den Verkauf von Veranstaltungen präsentiert haben, dessen Inhalt er wegen einer Verschwiegenheits-Vereinbarung aber nicht nennen wollte. Das Council soll wegen der Geheimverhandlung konsterniert gewesen sein.
Auf Grund mangelnder Informationen haben sie das Angebot abgelehnt und darüber diskutiert, ob es zwischen Infantino und dem Rechtepartner persönliche Absprachen gibt.
In Bezug auf die schlimmen Menschenrechtsverletzungen im Emirat Katar, dem Austragungsort der Fußball-Weltmeisterschaft 2022, sagte er:

„Today I feel Qatari. Today I feel Arab. Today I feel African. Today I feel gay. Today I feel disabled. Today I feel a migrant worker.“

Kritik an aktuellen und zukünftigen Menschenrechtsverletzungen wies er mit folgender Bemerkung zurück:

„We have been told many, many lessons from some Europeans, from the western world I think for what we Europeans have been doing the last 3,000 years we should be apologising for the next 3,000 years before starting to give moral lessons to people.“

Nach Aktenlage wollte Infantino in den Entscheidungsprozess für die WM 2026 eingreifen. Infantino versuchte die Zuständigkeit vom FIFA-Kongress an eine kleine Task Force aus eigenen Leuten zu übertragen, damit diese entscheiden können, ob die Kandidaten alle Bedingungen erfüllen, um im Juni wählbar zu sein. So hätte Infantino vorab verhindern können, dass Marokko den Zuschlag für die WM 2026 bekommen kann.
Ein möglicher Grund ist, dass sich Infantino bei einer WM in den USA mehr Einnahmen verspricht. Jedoch haben Asiaten, Europäer und der afrikanische Verband CAF, der hinter der Bewerbung Marokkos steht, Infantino verdeutlicht, dass sie einen vorzeitigen Ausschluss Marokkos nicht akzeptieren werden.
Die Schweizer Justiz stellte 2023 ihre dreijährigen Ermittlungen gegen Infantino ein, die sie wegen seiner Treffen mit dem ehemaligen Schweizer Bundesanwalt Michael Lauber und einem weiteren Staatsanwalt geführt hatte. Es verblieb lediglich der Vorwurf, dass die Staatsanwälte die Gespräche hätten protokollieren müssen.

## Privates
Infantino wuchs als Kind italienischer Gastarbeiter im schweizerischen Brig auf, wo er in seiner Jugend Fussball beim FC Folgore (später FC Brig-Glis) in der 5. Liga spielte. Sein Vater stammte aus Reggio Calabria und war Zeitungsbote, seine Mutter stammte aus dem Valcamonica.
Infantino ist verheiratet und Vater von vier Kindern. Er spricht Italienisch, Deutsch, Englisch, Französisch sowie Spanisch und Arabisch und besitzt neben dem Schweizer Bürgerrecht die italienische Staatsbürgerschaft. Seine Frau stammt aus dem Libanon, bei dessen Fussballverband sie als stellvertretende Generalsekretärin tätig war. Infantino wohnt in Zug. Wegen – laut eigener Angabe – häufiger Aufenthalte in Katar hinsichtlich der Fussball-Weltmeisterschaft 2022 legte er sich dort eine Zweitwohnung zu.

## Auszeichnungen
- Orden der Freundschaft, 2019 von Wladimir Putin verliehen[31]
- Diamond of Asia, 2023 die höchste persönliche Auszeichnung im asiatischen Fußball.[32]

## Reportage
- Infantino – die Doku. Von Benjamin Best, Robert Kempe, Volker Schulte. Veröffentlicht von Sportschau am 5. März 2023. Laufzeit: 29 min.